# Mattias Hargin
Mattias Hargin, né le 7 octobre 1985 à Stockholm, est un skieur alpin
suédois. Il est spécialisé dans le slalom, discipline où il compte sept podiums dont une victoire en Coupe du monde.

## Biographie
Vice-champion du monde junior de slalom en 2005, Hargin est un spécialiste de cette discipline sur laquelle il a disputé toutes ses épreuves en Coupe du monde. Dans cette dernière, il accède pour la première fois à un podium lors du slalom de Zagreb pendant de la Coupe du monde 2011. En 2015, il inscrit son nom au palmarès de Kitzbühel, en remportant le slalom, unique succès en Coupe du monde. Il également pris part au slalom aux Championnats du monde 2009 à Val d'Isère où il prend une cinquième place, tout comme à Beaver Creek en 2015. Il a aussi participé à trois éditions des Jeux olympiques : en 2010 (14e), 2014 (7e) et 2018 (19e). Il se retire du sport en 2019.
Sa sœur Janette Hargin a également pratiqué le ski alpin au haut niveau.
Son épouse est la skieuse alpine suédoise Matilda Rapaport qui fut tuée trois mois après leur mariage dans une avalanche au Chili.

## Palmarès

### Jeux olympiques d'hiver
| Épreuve / Édition   | Descente | Super G | Slalom géant | Slalom | Super combiné |
| JO 2010 Vancouver   | —        | —       | —            | 14e    | —             |
| JO 2014 Sotchi      | —        | —       | —            | 7e     | —             |
| JO 2018 Pyeongchang | —        | —       | —            | 19e    | —             |

Légende :
- — : Mattias Hargin n'a pas participé à cette épreuve

### Championnats du monde
| Épreuve / Édition                    | Descente | Super G | Slalom géant | Slalom  | Combiné | Par équipes |
| Mondiaux 2005 Bormio                 | —        | —       | —            | Abandon | —       | —           |
| Mondiaux 2009 Val d'Isère            | —        | —       | —            | 5e      | —       | —           |
| Mondiaux 2011 Garmisch-Partenkirchen | —        | —       | —            | 12e     | —       | —           |
| Mondiaux 2013 Schladming             | —        | —       | —            | 9e      | —       | Argent      |
| Mondiaux 2015 Vail - Beaver Creek    | —        | —       | —            | 5e      | —       | Bronze      |
| Mondiaux 2017 Saint-Moritz           | —        | —       | —            | Abandon | —       | Bronze      |
| Mondiaux 2019 Saint-Moritz           | —        | —       | —            | 20e     | —       | 5e          |

### Coupe du monde
- Meilleur classement général : 20e en 2015.
- 7 podiums, dont 1 victoire.
- 2 victoires par équipes.

#### Différents classements en Coupe du monde
Mattias Hargin dispute sa première épreuve de Coupe du monde à Flachau le 22 décembre 2004 où il est éliminé en première manche. Il lui faut attendre la saison 2007 pour marquer ses premiers points en prenant la 20e place du slalom d'Adelboden. Son premier top-10 est une 10e place à Garmisch-Partenkirchen le 9 février 2008. Il n'a jamais participé à d'autres épreuves que le slalom.
| Année/Classement | Année/Classement | Général | Général | Descente | Descente | Super G | Super G | Slalom géant | Slalom géant | Slalom | Slalom | Combiné | Combiné |
| ---------------- | ---------------- | ------- | ------- | -------- | -------- | ------- | ------- | ------------ | ------------ | ------ | ------ | ------- | ------- |
| Année/Classement | Année/Classement | Class.  | Points  | Class.   | Points   | Class.  | Points  | Class.       | Points       | Class. | Points | Class.  | Points  |
| 2007             | 2007             | 117e    | 19      | -        | -        | -       | -       | -            | -            | 48e    | 19     | -       | -       |
| 2008             | 2008             | 77e     | 80      | -        | -        | -       | -       | -            | -            | 28e    | 80     | -       | -       |
| 2009             | 2009             | 32e     | 261     | -        | -        | -       | -       | -            | -            | 8e     | 261    | -       | -       |
| 2010             | 2010             | 32e     | 228     | -        | -        | -       | -       | -            | -            | 10e    | 228    | -       | -       |
| 2011             | 2011             | 32e     | 265     | -        | -        | -       | -       | -            | -            | 7e     | 265    | -       | -       |
| 2012             | 2012             | 39e     | 234     | -        | -        | -       | -       | -            | -            | 10e    | 234    | -       | -       |
| 2013             | 2013             | 32e     | 200     | -        | -        | -       | -       | -            | -            | 10e    | 200    | -       | -       |
| 2014             | 2014             | 22e     | 349     | -        | -        | -       | -       | -            | -            | 5e     | 349    | -       | -       |
| 2015             | 2015             | 20e     | 386     | -        | -        | -       | -       | -            | -            | 7e     | 386    | -       | -       |
| 2016             | 2016             | 51e     | 199     | -        | -        | -       | -       | -            | -            | 14e    | 199    | -       | -       |
| 2017             | 2017             | 30e     | 270     | -        | -        | -       | -       | -            | -            | 10e    | 270    | -       | -       |
| 2018             | 2018             | 37e     | 240     | -        | -        | -       | -       | -            | -            | 12e    | 240    | -       | -       |
| 2019             | 2019             | 86e     | 67      | -        | -        | -       | -       | -            | -            | 28e    | 67     | -       | -       |

#### Détail des victoires
| Saison / Épreuve | Slalom    | Total |
| 2015             | Kitzbühel | 1     |
| Total            | 1         | 1     |

### Championnats du monde junior
| Épreuve / Édition | Maribor 2004 | Bardonecchia 2005 |
| Descente          | 20e          | 36e               |
| Super G           | 44e          | 32e               |
| Slalom géant      | 13e          | 17e               |
| Slalom            | 10e          | Argent            |
| Combiné           | 8e           | –                 |

### Coupe d'Europe
- Vainqueur du classement du slalom en 2006 et 2009.
- 8 victoires.

### Championnats de Suède
- Champion de slalom en 2007 et 2017.